# Franz Joseph, Prinț de Thurn și Taxis
Franz Joseph Maximilian Maria Antonius Ignatius Lamoral, Prinț de Thurn și Taxis, (germană Franz Josef Maximilian Maria Antonius Ignatius Lamoral Fürst von Thurn und Taxis; 21 decembrie 1893, Regensburg, Regatul Bavariei – 13 iulie 1971, Regensburg, Bavaria, Germania) a fost al 9-lea Prinț de Thurn și Taxis și Șeful Casei princiare de Thurn și Taxis din 22 ianuarie 1952 până la moartea sa, la 13 iulie 1971.